# Seydougou
Seydougou è una città, sottoprefettura e comune della Costa d'Avorio, situata nel dipartimento di Gbéléban. Conta una popolazione di 4 397 abitanti (censimento 2014).